# 요한 밥티스트 스트라이허

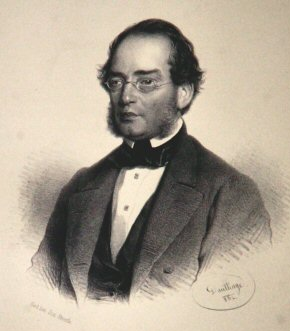

요한 밥티스트 스트라이허(Johann Baptist Streicher (1796년 1월 3일 빈 – 1871년 3월 28일 빈)는 오스트리아 피아노 제작자였다. 그는 부모로부터 피아노 제작 기술을 배웠고 1823 년에 사업의 파트너가 되었다. 스트라이처 피아노를 좋아하고 유명한 작곡가 인 요하네스 브람스는 독일 피아니스트 클라라 슈만에게 보낸 편지에서 말했다. "[내 스트라이처에서] 나는 항상 내가 무엇을 쓰고 왜 어떤 식 으로든 쓰는지 정확히 알고 있다." 스트라이처의 아들 에밀은 1896년 가족 사업을 스팅글 [de] 형제에게 매각했다.
2014년 J.Streicher 1868 피아노의 최초의 현대 사본이 만들어졌다, 요하네스 브람스는 1870년에 스트라이처로부터 받아 죽을 때까지 그의 집에 보관했다.